# وانگ ونشو
وانگ ونشو (انگلیسی: Wang Wenxue؛ زادهٔ ۱۹۶۶/۱۹۶۷ (۵۷–۵۸ سال)) کارآفرین اهل چین است، که در سال ۲۰۱۰ شرکت چاینا فورچون لند را تأسیس کرد.